# Шёффлер, Пауль
Пауль Шёффлер (нем. Paul Schöffler; 1897—1977) — немецкий оперный певец (бас-баритон).

## Биография
Учился в Высшей школе музыки у Рудольфа Шмальмауэра и Вальдемара Штегемана, затем — в Милане у Марио Саммарко. В 1924 получил от Фрица Буша приглашение в Оперу Земпера, дебютировал в партии Герольда («Лоэнгрин») и стал постоянным солистом труппы. В 1937—1972 гг. — в Венской опере (с 1970 почётный член). Последний спектакль спел в апреле 1972 г. (голос оракула в «Идоменее»).
Участник Байрёйтского (1943—1944; 1956) и Зальцбургского (1938—1941, 1947, 1949—1965) фестивалей. Гастролировал во многих театрах мира.
Среди лучших ролей — Альмавива («Свадьба Фигаро»), Пизарро («Фиделио»), Голландец («Летучий голландец»), Ганс Сакс («Нюрнбергские мейстерзингеры»).